# Steve Forrest (musiker)

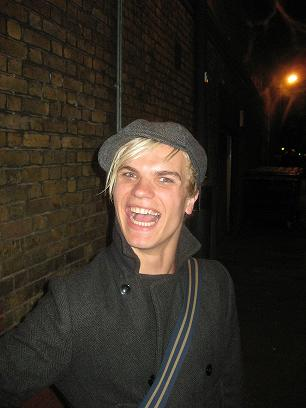
Steve Forrest 2009

Steve Forrest, född 25 september 1986 i Modesto i Kalifornien, är en amerikansk trummis. Han var trummis i det alternativa rockbandet Placebo mellan 2007 och 2015.
Fram till 2007 var han trummis i punk rock-bandet Evaline. Han tillkännagav i januari 2007 att han tänkte lämna Evaline, men stannade kvar i bandet till slutet av deras USA-turné 2007. Under den turnén var Evaline förband åt Placebo och Forrest bekantade sig med dem. Efter att Placebos före detta trummis Steve Hewitt blivit kickad från Placebo, tog Forrest den lediga platsen i bandet.
Forrest lämnade Placebo 2015 och efterträddes av Matt Lunn.